# Neopsylla abagaitui
Neopsylla abagaitui är en loppart som beskrevs av Ioff 1946. Neopsylla abagaitui ingår i släktet Neopsylla och familjen mullvadsloppor. Inga underarter finns listade i Catalogue of Life.